# November Rain
〈November Rain〉은 미국의 하드 록 밴드 건즈 앤 로지스의 파워 발라드이다. 이 밴드의 리드 싱어인 액슬 로즈가 작곡한 이 노래는 1992년 세 번째 스튜디오 음반 《Use Your Illusion I》 (1991년)에서 싱글로 발매되었다. 이 곡은 광범위한 오케스트라 배치가 특징이며 건즈 앤 로지스의 가장 긴 곡 중 하나이다.
〈November Rain〉은 미국 빌보드 핫 100 차트에서 3위로 정점에 올랐고 이 차트의 상위 10위 안에 든 것은 역사상 가장 긴 곡이다. 이 곡은 핫 100 차트에 진입한 세 번째로 긴 곡이기도 한다(그 출시 시점에 두 번째로 긴 시간). 이 곡은 발매 후 전 세계적으로 1백만 장 이상 팔렸다.

## 인증
| 국가                                                                                         | 인증        | 판매량/출하량 |
| -------------------------------------------------------------------------------------------- | ----------- | ------------- |
| 오스트레일리아 (ARIA)                                                                        | 4× 플래티넘 | 280,000       |
| 덴마크 (IFPI Danmark)                                                                        | 골드        | 45,000        |
| 독일 (BVMI)                                                                                  | 골드        | 250,000^      |
| 이탈리아 (FIMI)                                                                              | 플래티넘    | 50,000        |
| 네덜란드 (NVPI)                                                                              | 골드        | 50,000^       |
| 뉴질랜드 (RMNZ)                                                                              | 플래티넘    | 10,000*       |
| 영국 (BPI)                                                                                   | 플래티넘    | 600,000       |
| 미국 (RIAA)                                                                                  | 골드        | 500,000^      |
| *판매량을 기반으로 한 인증 · ^출하량을 기반으로 한 인증 · 판매량+스트리밍을 기반으로 한 인증 |             |               |